# Robert Pålman (1929–2006)
Robert Edvard Pålman, född 15 oktober 1929 i Sankt Görans församling, Stockholms stad, död 7 januari 2006 i Västerleds församling, Stockholms län, var en svensk militär och hovfunktionär. Han var son till Robert Pålman och måg till Per Tamm.

## Biografi
Pålman blev officer vid Livregementets grenadjärer 1954. Han genomgick Intendenturförvaltningsskolan 1960–1962 och stabskursen på Militärhögskolan 1963–1965. Pålman befordrades till kapten 1964, vid Försvarets intendenturkår 1965, och till major 1972. Han var försvarsområdesintendent vid Stockholms försvarsområde och kommendantstaben 1965–1966. Pålman tjänstgjorde därefter inom Styrelsen för internationell utveckling, i Pakistan 1966–1967 och i Etiopien 1970–1972 samt som byrådirektör 1967–1974. Han var slottsfogde på Drottningholms, Rosersbergs och Tullgarns slott 1974–1994. Pålman blev hovjägmästare 1976. Han tilldelades Hans Majestät Konungens medalj av åttonde storleken i Serafimerordens band 1980. Pålman vilar på Lovö skogskyrkogård.